# Patrick Meyer (beeldhouwer)
Patrick Meyer (Esch-sur-Alzette, 1972) is een Luxemburgs architect en beeldhouwer.

## Leven en werk
Meyer bezocht het Lycée technique des Arts et Métiers en studeerde architectuur aan de Technische Universiteit Wenen en stedenbouwkunde aan de Universiteit Luxemburg. Hij begon zijn carrière als architect in 2000. Meyer is directeur en hoofdontwerper van het architectenbureau Belvedere Architecure in Contern.
Naast architectuur houdt Meyer zich bezig met beeldhouwen, hij maakt organische sculpturen in albast en speksteen. Met calqueerpapier maakt hij bovendien kleurrijke en transparante kunstwerken die hij flat volumes noemt. In 2001 vormde Meyer samen met fotograaf Jeannine Unsen, glaskunstenaar Anne-Claude Jeitz, schilder Joachim van der Vlugt en de beeldhouwers Tom Flick en Wouter van der Vlugt het kunstenaarscollectief Sixthfloor. Zij hebben hun ateliers in een oude houtzagerij in Koerich, waar ook vernissages en andere evenementen plaatsvinden. 

## Enkele werken
- 2000-2001: Deep White, sculptuur voor het Centre National de Formation Professionnelle Continue in Esch-sur-Alzette, in samenwerking met Tom Flick

- Musée national d'archéologie, d'histoire et d'art: lkl006490